# 中山圭史
中山 圭史（なかやま けいし、1942年7月23日 - ）は、日本の実業家。セガサミーホールディングス代表取締役副社長や、サミー代表取締役社長、同社最高経営責任者を務めた。

## 人物・経歴
山梨県出身。1967年青山学院大学経済学部卒業。1989年サミー工業（現サミー）に入社し、同社総務部長に就任。1993年取締役社長室長に昇格。2000年常務取締役社長室長。2004年専務取締役社長室管掌。同年セガサミーホールディングス専務取締役。2005年セガサミーホールディングス取締役副社長。2007年セガサミーホールディングス代表取締役副社長。
2008年からサミー代表取締役社長（COO）を務め、パチスロ市場の減速が続く中、事業の構造改革を進めた。2012年サミー代表取締役副会長（CEO）。2013年セガサミーホールディングス取締役相談役。2014年一身上の都合により、セガサミーホールディングス取締役を退任し、ケイハイブ代表取締役社長に就任。2015年アイビー化粧品取締役。2016年ハイライツ・エンタテインメント代表取締役会長CEO。